# Judson Mills
Judson Mills (Washington, 10 maggio 1969) è un attore statunitense.

## Biografia
Ha preso parte a circa quaranta film oltre che a molti episodi di vari telefilm, ed è conosciuto per aver interpretato la parte di Francis Gage nella celebre serie televisiva statunitense Walker Texas Ranger. Attualmente l'attore vive a Los Angeles con la sua famiglia; pratica diversi sport tra cui il calcio e l'equitazione. 
Nel 2002 prende parte al film The President's Man - Attacco al centro del potere insieme a Chuck Norris e sempre con quest'ultimo è protagonista del film Walker Texas Ranger - Processo infuocato nel 2005.

## Filmografia

### Cinema
- American Perfekt, regia di Paul Chart (1997)
- T.N.T. - Missione esplosiva (T.N.T.), regia di Robert Radler (1997)
- Joyride, regia di Quinton Peeples (1997)
- Demoni e dei (Gods and Monsters), regia di Bill Condon (1998)
- Surface to Air, regia di Rodney McDonald (1998)
- Major League - La grande sfida (Major League: Back to the Minors), regia di John Warren (1998)
- Bury Me in Kern County, regia di Julien Nitzberg (1998)
- Nonna trovami una moglie (Zack and Reba), regia di Nicole Bettauer (1998)
- Il grande Joe (Mighty Joe Young), regia di Ron Underwood (1998)
- Chill Factor - Pericolo imminente (Chill Factor), regia di Hugh Johnson (1999)
- See Jane Run, regia di Sarah Thorp (2001)
- Dismembered, regia di Ewing Miles Brown (2003)
- Jesus, Mary and Joey, regia di James Quattrochi (2005)
- Stacy's Mom, regia di Patrick Sayre (2010)
- Rosewood Lane, regia di Victor Salva (2011)
- Downeast, regia di Joe Raffa (2021)
- This Game's Called Murder, regia di Adam Sherman (2021)
- Killer Rose, regia di Rickey Bird Jr. (2021)
- The Space Between, regia di Rachel Winter (2021)
- Wake Up, regia di Janet Craig (2022)

### Televisione
- Così gira il mondo (As the World Turns) – serie TV, 19 episodi (1991-1993)
- Law & Order - I due volti della giustizia (Law & Order) – serie TV, episodio 4x13 (1994)
- Confessions of a Sorority Girl, regia di Uli Edel – film TV (1994)
- Rebel Highway – serie TV, episodio 1x02 (1994)
- Dietro il silenzio di mio figlio (A Family Divided), regia di Donald Wrye – film TV (1995)
- Due poliziotti a Palm Beach (Silk Stalkings) – serie TV, episodio 5x08 (1995)
- Alta marea (High Tide) – serie TV, episodio 2x09 (1995)
- La signora in giallo (Murder, She Wrote) – serie TV, 2 episodi (1994-1996)
- I viaggiatori (Sliders) – serie TV, episodio 3x06 (1996)
- Renegade – serie TV, 2 episodi (1995-1996)
- Pacific Blue – serie TV, episodio 2x20 (1997)
- Babylon 5: Terzo spazio (Thirdspace), regia di Jesús Salvador Treviño – film TV (1998)
- Beverly Hills 90210 - serie TV, episodio 9x06 (1998)
- NYPD - New York Police Department (NYPD Blue) – serie TV, episodio 5x19 (1998)
- Terra promessa (Promised Land) – serie TV, 1 episodio (1998)
- Walker Texas Ranger 46 episodi (1999-2001)
- X-Files (The X-Files) – serie TV, episodio 7x12 (2000)
- Crossing Jordan – serie TV, episodio 1x18 (2002)
- The Guardian – serie TV, episodio 3x06 (2003)
- The President's Man - Attacco al centro del potere (The President's Man: A Line in the Sand), regia di Eric Norris – film TV (2002)
- CSI: Miami – serie TV, episodio 3x16 (2005)
- Walker Texas Ranger - Processo infuocato (Walker Texas Ranger: Trial of Fire), regia di Aaron Norris – film TV (2005)
- Bones – serie TV, episodio 4x10 (2008)
- Saving Grace – serie TV, 2 episodi (2008)
- Bird Dog, regia di Mike Robe (2011)
- Nora Roberts - L'estate dei misteri (Carnal Innocence), regia di Peter Markle (2011)
- Lab Rats – serie TV, episodio 1x15 (2012)
- Notorious – serie TV, episodio 1x03 (2016)

## Doppiatori italiani
Nelle versioni in italiano dei suoi lavori, Judson Mills è stato doppiato da:
- Francesco Bulckaen in Walker, Texas Ranger, Walker, Texas Ranger - Processo infuocato
- Fabrizio Vidale ne La signora in giallo (ep. 10x21)
- Alberto Caneva ne La signora in giallo (ep. 12x22)
- Vittorio Guerrieri in X-Files
- Massimo De Ambrosis in CSI: Miami
- Carlo Scipioni in Bones
- Alessandro Budroni in Dexter
- Nicola Braile in Westworld - Dove tutto è concesso